# Ben Johnson (football américain)
Benjamin David Johnson dit Ben Johnson, né le 11 mai 1986 à Charleston, Caroline du Sud, est un entraîneur américain de football américain dans la National Football League (NFL).
Entraîneur des Tight ends pour les Dolphins de Miami puis les Lions de Détroit, il passe coordinateur offensif à Détroit de 2022 à 2024.
Depuis 2025, il est l'entraîneur principal des Bears de Chicago.

## Statistiques en NFL
| Équipe           | Saison | Saison régulière | Saison régulière | Saison régulière | Saison régulière | Saison régulière | Phase finale | Phase finale | Phase finale | Phase finale |
| ---------------- | ------ | ---------------- | ---------------- | ---------------- | ---------------- | ---------------- | ------------ | ------------ | ------------ | ------------ |
| Équipe           | Saison | G                | P                | N                | %                | Classement       | G            | P            | %            | Bilan        |
| Bears de Chicago | 2025   |                  |                  |                  |                  | NFC Nord         |              |              |              |              |
| Total            |        |                  |                  |                  |                  |                  |              |              |              |              |